# Al patrulea gen
Al patrulea gen (titlu original: The Fourth Kind) este un film SF de groază thriller psihologic din 2009 regizat de Olatunde Osunsanmi. Rolurile principale au fost interpretate de actorii Milla Jovovich, Charlotte Milchard și Will Patton. Titlul este derivat din extinderea clasificării lui J. Allen Hynek a întâlnirilor apropiate cu extratereștrii, în care al patrulea gen denotă o răpire extraterestră.

## Distribuție
- Milla Jovovich -o reconstituire a Dr. Abbey Tyler
  - Charlotte Milchard, creditat doar ca - „Nome resident”, o interpretează pe „adevărata” Dr. Abigail Emily Tyler.
- Will Patton - Șerif  August
- Hakeem Kae-Kazim - Awolowa Odusami
- Corey Johnson - Tommy Fisher
- Enzo Cilenti - Scott Stracinsky
- Elias Koteas - Abel Campos